# Фрунзенский район (Волгоградская область)
Фрунзенский район — административно-территориальная единица в составе Сталинградского края, Сталинградской и Волгоградской областей, существовавшая в 1935—1963 годах. Центр — хутор Зимняцкий.
Район был образован в составе Сталинградского края 25 января 1935 года из частей Клетского, Михайловского, Серафимовичского и Фроловского районов. Первоначально носил название Сулимовский район.
В состав района вошли сельсоветы: из Клетского района: Коловертинский, Подпешинский; из Михайловского района: Кепинский, Посельский, Теркинский; из Серафимовичского района: Березовский, Глубоковский, Ендовский, Зимняцкий, Кл.-Почтовский, Мостовский, Н.-Александровский, Отроженский, Подольховский, Трясиновский, Угольский; из Фроловского района: Голубинский, Игнатовский, Полянский, Улановский.
5 декабря 1936 года Сулимовский район вошёл в Сталинградскую область.
20 июля 1937 года Сулимовский район был переименован в Зимняцкий район, а уже 26 октября 1937 года Зимняцкий район переименован во Фрунзенский район. В тот же период Игнатовский с/с был переименован в Орлиновский.
10 июня 1954 года Мостовский с/с был присоединён к Зимняцкому, Кепинский — к Трясиновскому, Голубинский и Орлиновский — к Теркинскому, Улановский и Чернополянский — к Ендовскому, Глубоковский — к Клетско-Почтовскому, Березовский и Н — Александровский — к Подольховскому, Угольский — к Отроженскому.
7 апреля 1955 года из части Ендовского с/с был восстановлен Чернополянский с/с.
15 октября 1959 года Ендовский с/с был присоединён к Клетско-Почтовскому с/с.
11 мая 1961 года Чернополянский с/с был присоединён к Коловертинскому с/с.
7 февраля 1963 года Фрунзенский район был упразднён, а его территория вошла в Серафимовичский район.